# طابع بريد ذاتي اللصق
الطابع ذاتي اللصق هو طابع بريدي مزود بمادة صمغية لاصقة حساسة للضغط لا تحتاج إلى ترطيب لكي تلتصق بالورق. وعادةً ما تصدر وتطبع على ورقة دعم قابلة للإزالة.

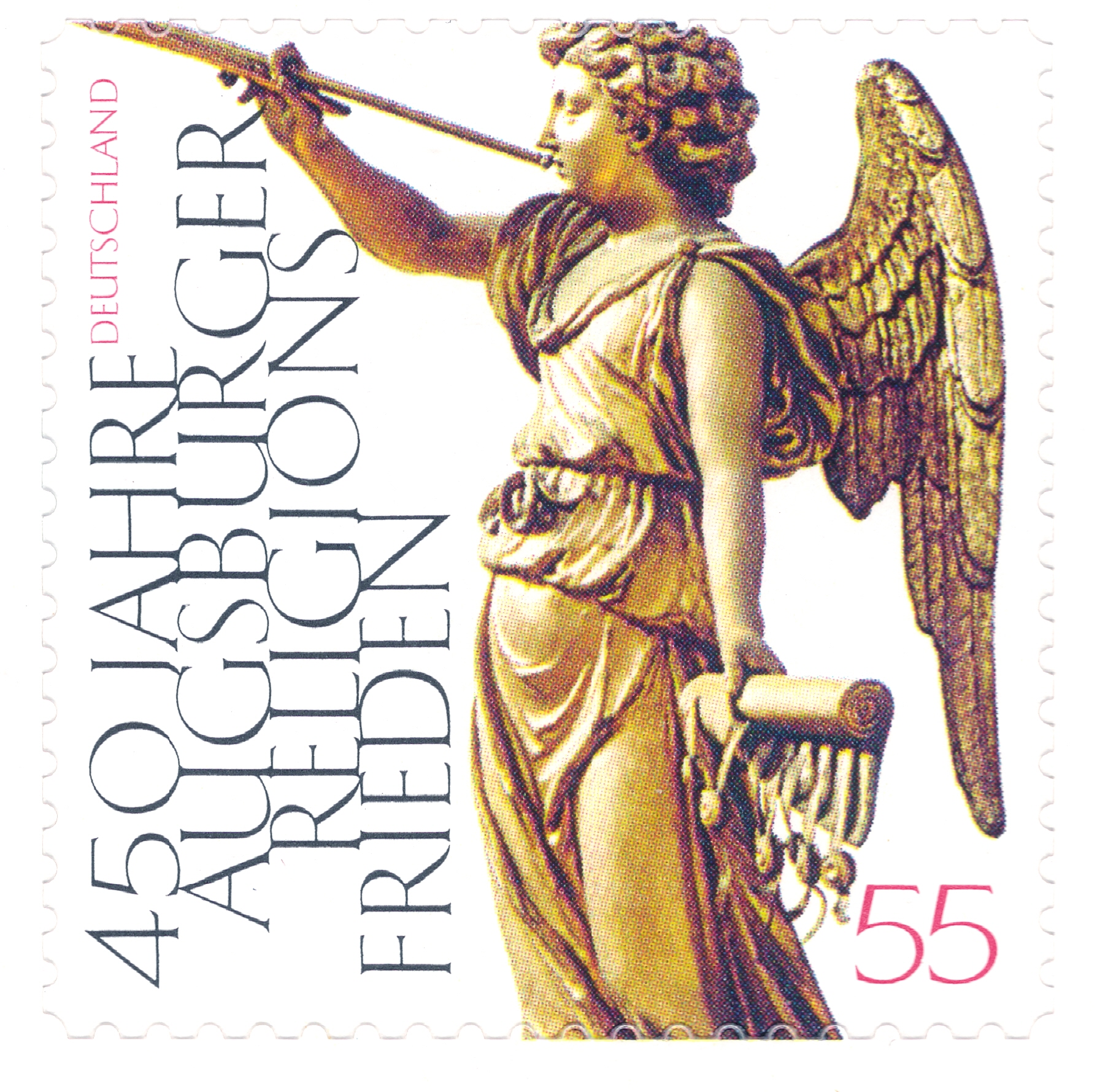
طابع بريد ألماني ذاتي اللصق طبع عام 2005

وقد انتقد هواة جمع الطوابع هذا الشكل، لأن المادة اللاصقة المطاطية المستخدمة تؤدي إلى اصفرار لون الطوابع تدريجياً. وهو ما يجعل من الصعب إزالة الطوابع من الأغلفة وحفظها في حالة الخزن بالحافظة الطوابعية، على الرغم من أن المواد اللاصقة الذاتية في السنوات الأخيرة قد تحسنت من عدة نواحي.
كما صدرت الطوابع الفنية أيضًا في شكل يحتوي على صمغ لاصق ذاتي.

## الإصدار الأولي
صدرت هذه الطوابع لأول مرة من قبل الحكومات في المناطق ذات المناخ الاستوائي مثل سيراليون في شهر فبراير 1964، وتونغا في شهر أبريل 1969 في محاولة لتجنب ميل الطوابع التقليدية التي تعمل بالماء إلى الالتصاق ببعضها البعض في الظروف الرطبة، كما أنها جعلت من السهل قطع القوالب إلى أشكال خيالية وفريدة من نوعها.

## المملكة المتحدة
أصدر البريد الملكي لأول مرة طوابع بريدية ذاتية اللصق في 19 أكتوبر 1993، مع طرح كتيبات بريد تحتوي على 20 طابعًا من طوابع المطابع من الدرجة الأولى طبعتها طابعات والسال الأمنية بطباعة الأوفست الحجرية، ثم طرح طابع من الدرجة الثانية في وقت لاحق. وفي السنوات التالية، طبعت إصدارات أخرى تحتوي على لاصق ذاتي.
صنعت أدوات قطع القوالب لطوابع المملكة المتحدة ذاتية اللصق بواسطة شركة آردن ديز في ستوكبورت، تشيشير، باستخدام أدوات صممها روبرت كلافام.

## الولايات المتحدة

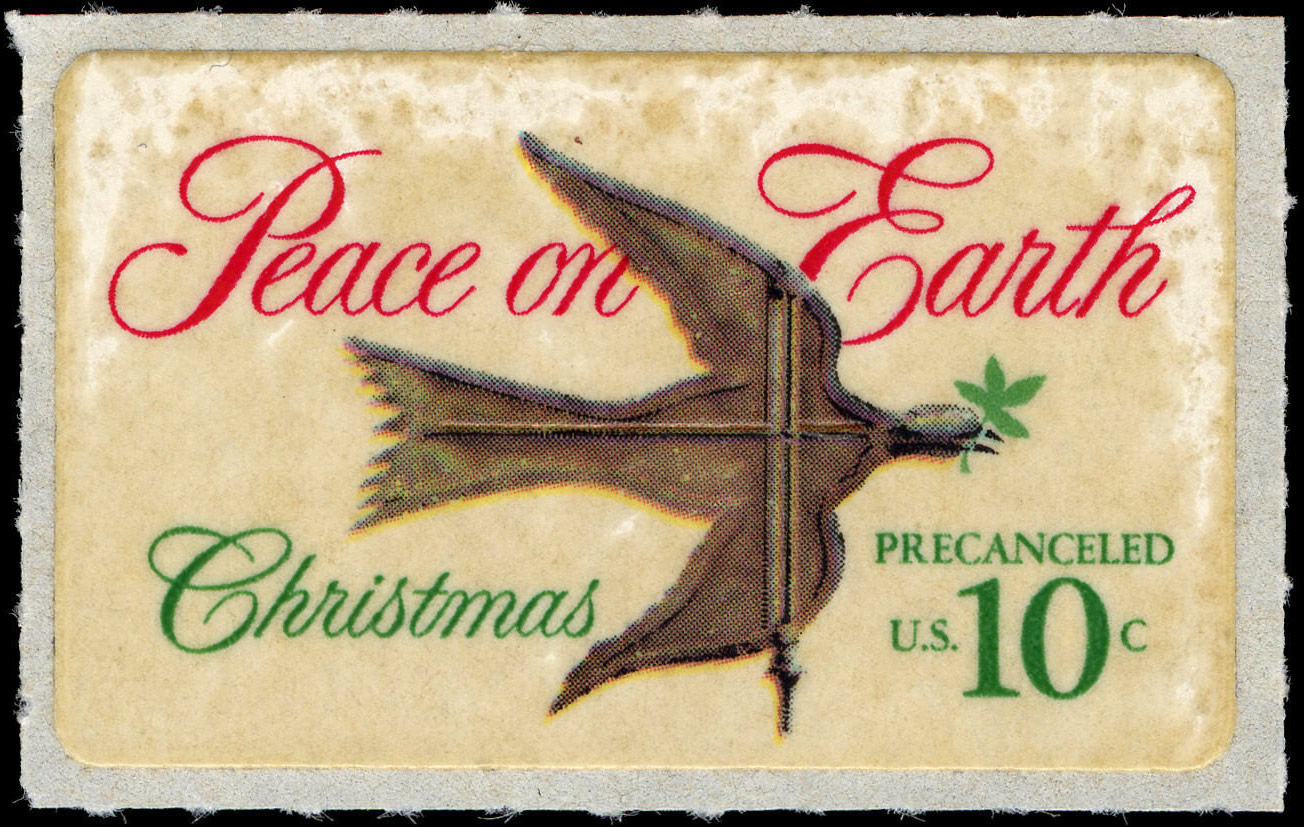
طابع أمريكي من اصدار عام 1974

كانت أول طبعة للخدمة البريدية بالولايات المتحدة في مجال الطوابع ذاتية اللصق في عام 1974 مع طابع طائر الحمامة فئة 10 سنتات. التي تنتجها شركة أفري دينيسون، والتي سرعان ما تغير لونها بسبب عدم استقرار المادة اللاصقة. ومع ذلك، واصلت أفري دينيسون أبحاثها في مجال تقنية المواد اللاصقة من خلال العمل الرائد الذي قام به الكيميائي م. شمس تبريز.
وفي عام 1989، أصدرت دائرة الطوابع البريدية الأمريكية طابع آخر يحتوي على صمغ ذاتي اللصق. ورحب بهِ مجتمع هواة جمع الطوابع، باعتباره أكثر ملاءمة؛ وبحلول عام 2002، صدرت جميع طوابع البريد الأمريكية الجديدة تقريبًا على شكل طوابع لاصقة ذاتية.
لا يمكن إزالة الطوابع ذاتية اللصق الأحدث من البريد الأمريكي بسهولة من الظرف أو الغلاف عن طريق النقع التقليدي بالماء. وقد اكتشف بعض هواة جمع الطوابع المستعملة أنه على الرغم من عدم إمكانية إزالتها بسهولة عن طريق الماء، إلا أنه يمكن إزالة المواد اللاصقة الذاتية اللصق باستخدام البيستين (مذيب هيبتان) أو البنزين (أثير البترول) أو مذيب حمضيات طبيعي.

## انظر أيضا

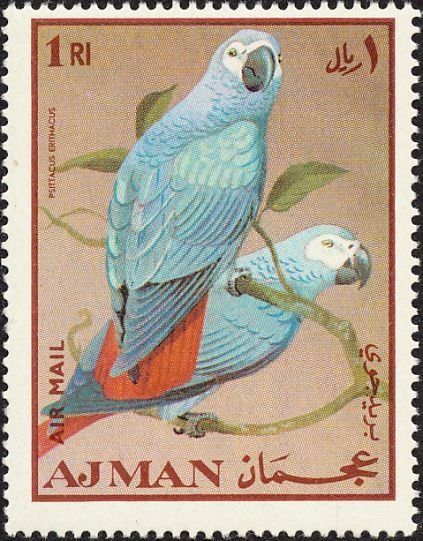
طابع بريد ذاتي اللصق من عجمان صدر عام 1969

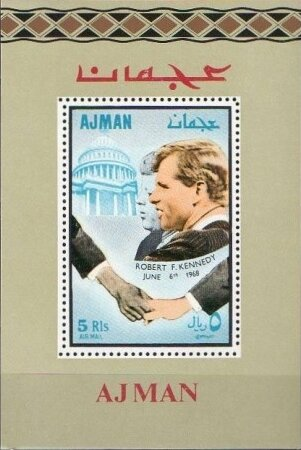
طابع بريد ذاتي اللصق من عجمان صدر عام 1968